# Jens Ringsmose
Jens Ringsmose (* 1973) ist ein dänischer Politikwissenschaftler, der zu den Vertretern des Realismus in den Internationalen Beziehungen zählt. Er lehrt als Professor an der Syddansk Universitet (SDU) in Odense sowie an der Royal Norwegian Air Force Academy in Trondheim. Seit 2021 ist Ringsmose Rektor der Syddansk Universitet.
Ringsmose erwarb 2002 den akademischen Grad Candidatus magisterii am Department of History der SDU und wurde 2007 vom Department of Political Science and Public Management der SDU zum Ph.D. promoviert. Dort war er von 2011 bis 2016 Associate Professor und zugleich (von 2012 bis 2014) stellvertretender Leiter des Center for War Studies an der SDU sowie (von 2014 bis 2016) Leiter des Department of Political Science and Public Management der SDU. Von 2016 bis 2019 war er  Direktor des Institute for Military Operations and stellvertretender Leiter des Royal Danish Defence College in Kopenhagen. Seit 2016 ist er außerdem Professor an der Royal Norwegian Air Force Academy in Trondheim. 2019 wurde er zum Dekan der Fakultät für Sozialwissenschaften der SDU ernannt und ist seit 2020 Professor an der SDU.
Ringsmose gehört gemeinsam mit seinem Kollegen Sten Rynning (ebenfalls SDU) zu denjenigen Politikwissenschaftlern, die sich für eine Rückkehr zum klassischen Realismus in den Internationalen Beziehungen aussprechen und den modernen Neorealismus kritisieren. Moderne Neorealisten würden entweder davon ausgehen, dass alle Staaten „Status-quo-Spieler“ (defensiver Realismus) oder alle Staaten revisionistisch (offensiver Neorealismus) seien. Beide Denkweisen könnten Quellen und Dynamiken internationalen Wandels nicht erklären. Daher müsse der Realismus zu seinen Wurzeln zurückkehren.